# Ţalā Tappeh
Ţalā Tappeh (persiska: طلاتپه) är en ort i Iran.   Den ligger i provinsen Västazarbaijan, i den nordvästra delen av landet, 600 km väster om huvudstaden Teheran. Ţalā Tappeh ligger 1 282 meter över havet och antalet invånare är 796.
Terrängen runt Ţalā Tappeh är platt.Runt Ţalā Tappeh är det ganska tätbefolkat, med 185 invånare per kvadratkilometer. Närmaste större samhälle är Nūshīn Shar, 11,4 km väster om Ţalā Tappeh. Trakten runt Ţalā Tappeh består till största delen av jordbruksmark.